# Варынгъюган
Варынгъюган (устар. Варын-Юган) — река в России, протекает по Сургутскому району Ханты-Мансийского АО. Устье реки находится на 3-м км правого берега реки Васьюган. Длина реки составляет 21 км.

## Данные водного реестра
По данным государственного водного реестра России относится к Верхнеобскому бассейновому округу, водохозяйственный участок реки — Обь от города Нефтеюганск до впадения реки Иртыш, речной подбассейн реки — Обь ниже Ваха до впадения Иртыша. Речной бассейн реки — (Верхняя) Обь до впадения Иртыша.